# Baaghi 2
Baaghi 2 to indyjski film fabularny z 2018 roku, którego reżyserem jest Ahmed Khan. Sequel filmu Baaghi z roku 2016, remake telugujęzycznej produkcji Kshanam (2016).

## Obsada
- Tiger Shroff − Ranveer Pratap Singh (Ronny)
- Disha Patani − Neha
- Shifuji Shaurya Bharadwaj
- Prateik Babbar − Sunny
- Manoj Bajpayee − Shergill
- Randeep Hooda − ACP LSD
- Deepak Dobriyal
- Jacqueline Fernandez − Mohini

## Produkcja
Zdjęcia do filmu ruszyły 8 sierpnia 2017 roku. Baaghi 2 kręcony był między innymi w Mumbaju, Pune, Manali, Goa i Ladakh, a także na terenie Tajlandii i Chin. W filmie znajduje się scena, w której bohater grany przez Tigera Shroffa jest przesłuchiwany i zostaje związany: rozebrany, poddawany jest brutalnym torturom. Shroff był kompletnie nagi, gdy kręcono tę sekwencję.

## Wydanie filmu
Trailer filmu wzbudził olbrzymie zainteresowanie internautów i w ciągu doby od momentu, gdy pojawił się na YouTubie, został obejrzany ponad sześćdziesiąt milionów razy. 23 marca 2018 odbyła się premiera obrazu w Omanie, w tydzień później − w Indiach, Stanach Zjednoczonych, Szwecji, Danii i Francji.

## Opinie
Albert Nowicki (Yippee-ki-yay!) pisał: "Doszlifowana choreografia i piękne lokacje zdjęciowe nie budują udanego projektu. Klęska filmu – o której spokojnie można mówić – jest logiczną konsekwencją jego licznych wad. Najbardziej kardynalna z nich to nieciekawy, usłany schematyzmem scenariusz."
Saibal Chatterjee (ndtv.com) uznał film za "dwuipółgodzinny pokaz kaskaderski". Według Anny Vetticad (firstpost.com), Baaghi 2 to dzieło "z rzadka przepełnione napięciem, w znacznej mierze mechaniczne".